# .mu
.mu е интернет домейн от първо ниво за Мавриций. Администрира се от Мрежовия информационен център на Мавриций, а регистрациите се осъществяват чрез акредитирани регистратори. Домейнът е представен през 1995 г.

## Домейни на второ ниво
- .com.mu – комерсиални дейности
- .net.mu – за мрежови дейности
- .org.mu – за нестопански организации
- .gov.mu – за правителствени организации
- .ac.mu – за академични институции
- .co.mu – за комерсиални дейности (вече не е наличен за нови регистрации)
- .or.mu – нестопански организации (вече не е наличен за нови регистрации)